# Jörð
Na mitologia nórdica, Jord, ou Jörð (em islandês "terra", pronunciado [Jord] ou "yurd" e em nórdico antigo jǫrð, pronunciado [jɔrð], às vezes anglicizado como Jord ou Jorth, também chamada de Jard ou Jɑrð como no nórdico antigo do oriente), é uma jötunn fêmea. Ela é a mãe de Thor e Meili ela também é a personificação da Terra. Fjörgyn e Hlóðyn são considerados outros nomes para Jord. Jord é contada como uma deusa, como outra Jotnar que acopla com os deuses. O nome de Jord aparece no poema dos escaldos tanto como um termo poético para a terra e no kenning para Þórr.

## História em geral
Jord foi uma das esposas e grandes amores de Odin, apesar de seu aparente ódio por toda a sua raça, os Jötnar. Os dois tiveram dois filhos nomeados Thor e Meili, que também herdariam o ódio de seu pai pelos Jötnar.
Jord faleceria mais tarde devido a circunstâncias não especificadas. Sua morte deixou Odin triste e solitário por muitos anos. Seu conselheiro Mimir passou a acreditar que Odin ansiava por um substituto para Jord, e foi isso que o inspirou a encerrar a Guerra Aesir-Vanir e logo depois veio um casamento com a deusa Aesir Frigga. Odin sentiu amor mais uma vez.

## Etimologia
Jörð é a palavra comum para terra em nórdico antigo, como são descendentes de palavras nas modernas línguas escandinavas; em islandês jörð, nas Ilhas Faroé jørð, em dinamarquês, em sueco e em norueguês jord. É cognato para "terra" em inglês através do inglês antigo eorðe.

## Atestados
Em Gylfaginning, a primeira parte da Edda em prosa, Jörð é descrita como uma das concubinas de Odin e mãe de Thor. Ela é "considerada uma das ásynjar (deusas)" e é a filha de Annar e Nótt e meia-irmã de Auðr e Dagr.
No entanto, o estudioso Haukur Thorgeirsson aponta que os quatro manuscritos de Gylfaginning variam em suas descrições sobre as relações familiares entre Nótt, Jörð, Dagr e Dellingr. Em outras palavras, dependendo do manuscrito, ou Jörð ou Nótt são a mãe de Dagr e parceiro de Dellingr. Detalhes de Haukur são de que "o manuscrito mais antigo, U, oferece uma versão onde Jǫrð é a esposa de Dellingr e mãe de Dagr enquanto os outros manuscritos, R, W e T, indicando Nótt no papel da esposa de Dellingr e a mãe de Dagr", e argumenta que "a versão em U surgiu acidentalmente quando o escritor de U ou seu antecedente encurtou um texto semelhante ao ERP. os resultados deste acidente fizeram o seu caminho para a tradição poética da Islândia".

## Edda em verso
Em Lokasenna, Thor é chamado Jarðar burr ("filho do Jord").
No mesmo versículo em Völuspá, ele é conhecido como mǫgr Hlóðyniar e Fjǫrgyniar burr (filho de Hlóðyn, filho de Fjörgyn). O Hlóðyn de outra maneira desconhecido era, portanto, um outro nome de Jörð. Ela geralmente é pensado para ser idêntico ao Hludana, a quem votivas tabuletas romanas foram encontrados no Baixo Reno.